# Magnolia crassipes
Espèce
Statut de conservation UICN

 EN B2ab(iii,v); C2a(ii) : En danger
Magnolia crassipes est une espèce de plantes à fleurs de la famille des Magnoliacées. C'est un arbuste endémique de Chine.

## Description
Cet arbuste mesure de 2 à 5 m de haut.

## Répartition et habitat
Cette espèce est endémique de la province du Guangxi en Chine.